# Dwójka (karta)

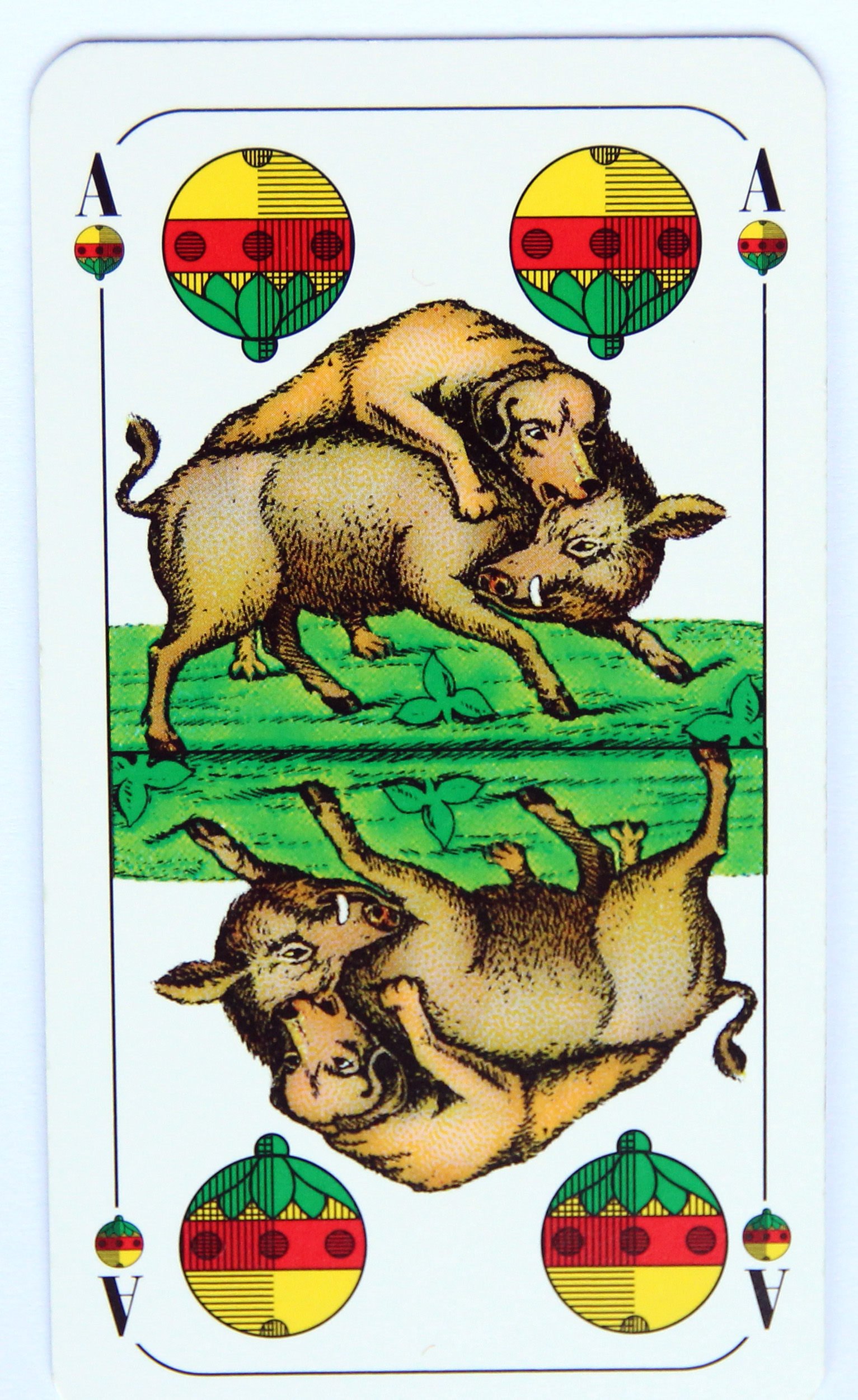
Dwójka (Tuz) dzwonkowy

Dwójka – karta do gry tradycyjnie przedstawiająca dwa symbole danego koloru karcianego. W tradycyjnej hierarchii ważności dwójka jest liczona jako 2 karta w talii, występującą po jedynce i przed trójką. Pełna talia kart do gry zawiera cztery dwójki, po jednej w każdym kolorze (trefl, karo, kier i pik).
Dwójka (Tuz) występuje również w kartach polskich i szwajcarskich, (bardzo dobrze to widać w najstarszych taliach gdzie jest: piątka, czwórka, trójka) gdzie jest odpowiednikiem zarówno francuskiej dwójki i francuskiego asa. W tych pierwszych jest oznaczana: w przypadku dzwonków i czerwieni jako dwa rzędy (po prawej i lewej stronie) symboli po 1, a w przypadku żołędzi i win jako część rośliny posiadającej jedną gałąź po obu stronach.

## Wygląd kart

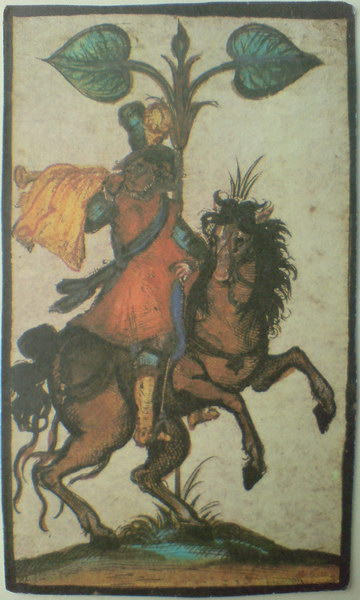
Tuz Winny
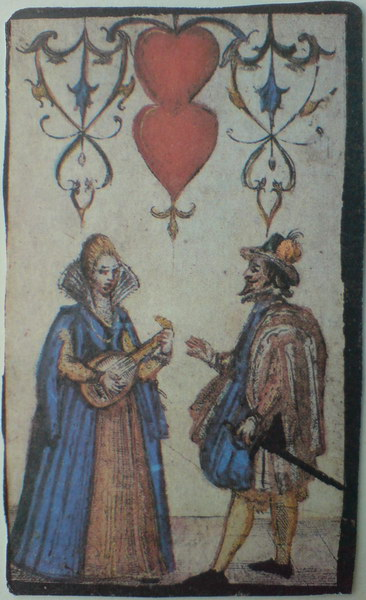
Tuz Czerwienny
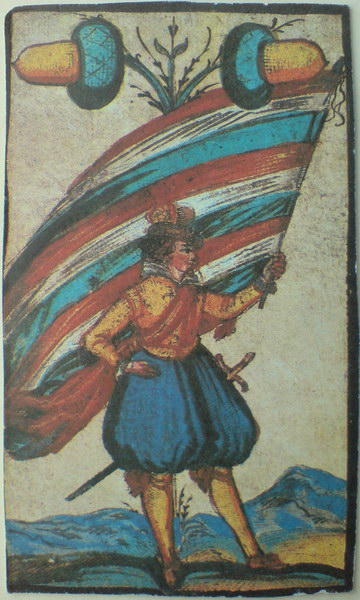
Tuz Żołędny
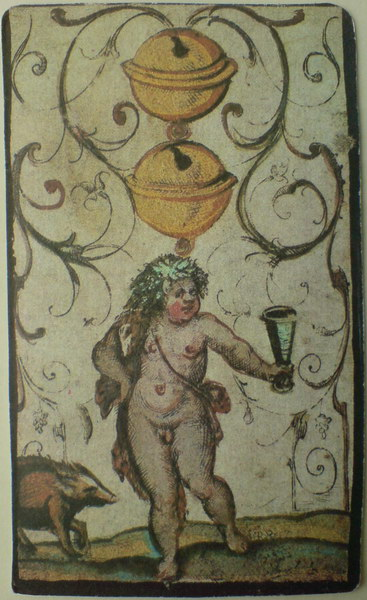
Tuz Dzwonkowy

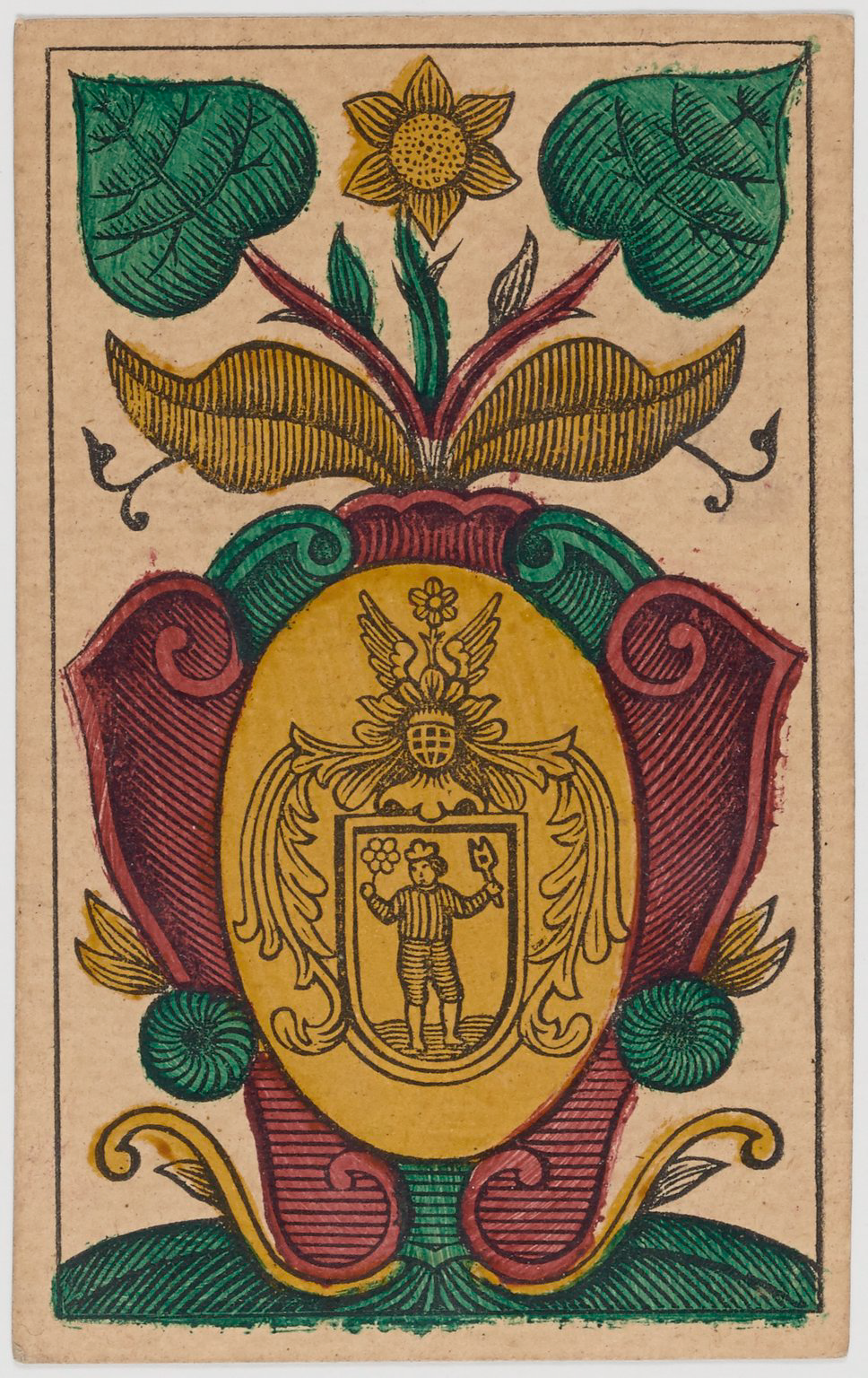
Tuz Winny
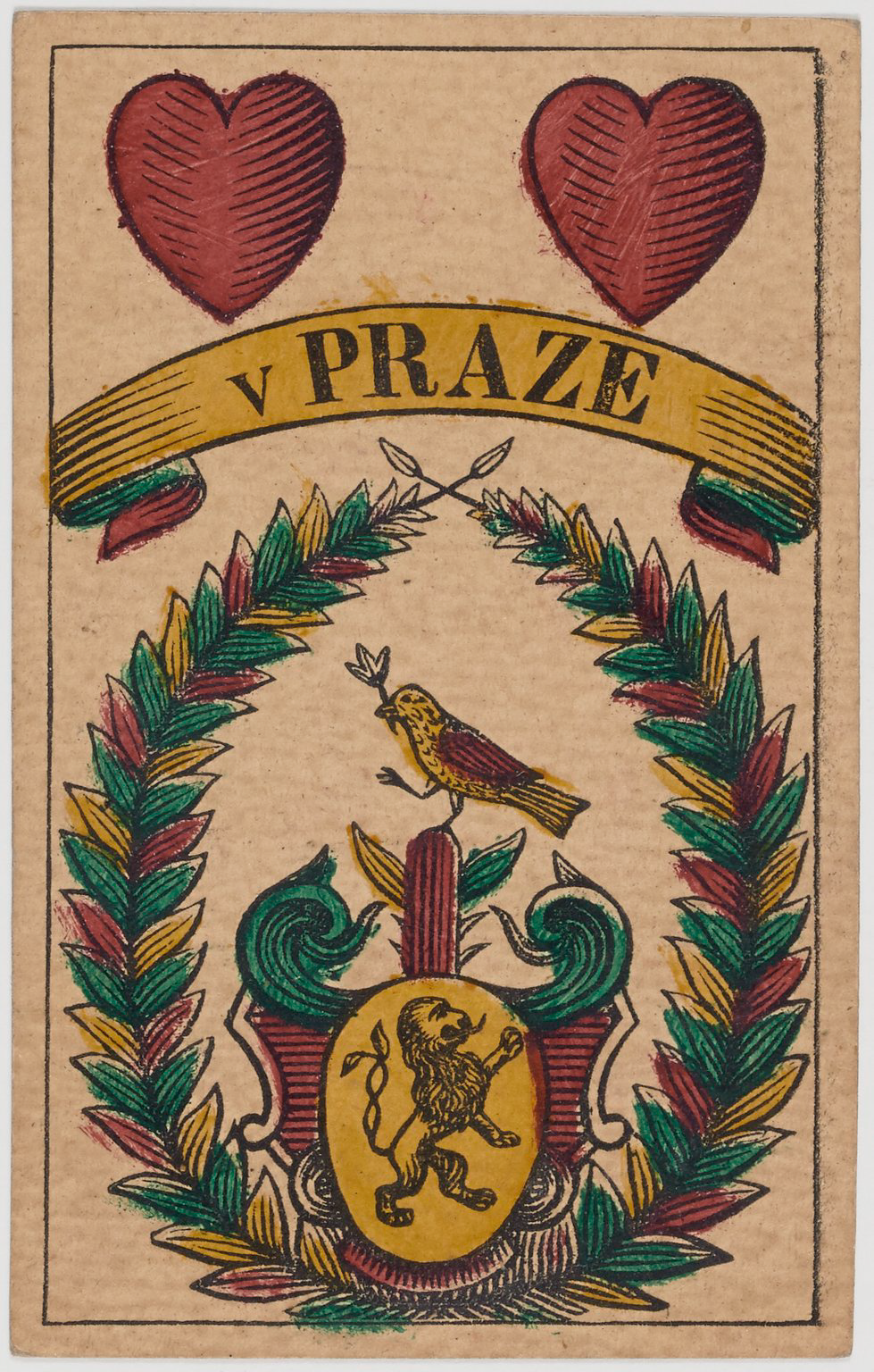
Tuz Czerwienny
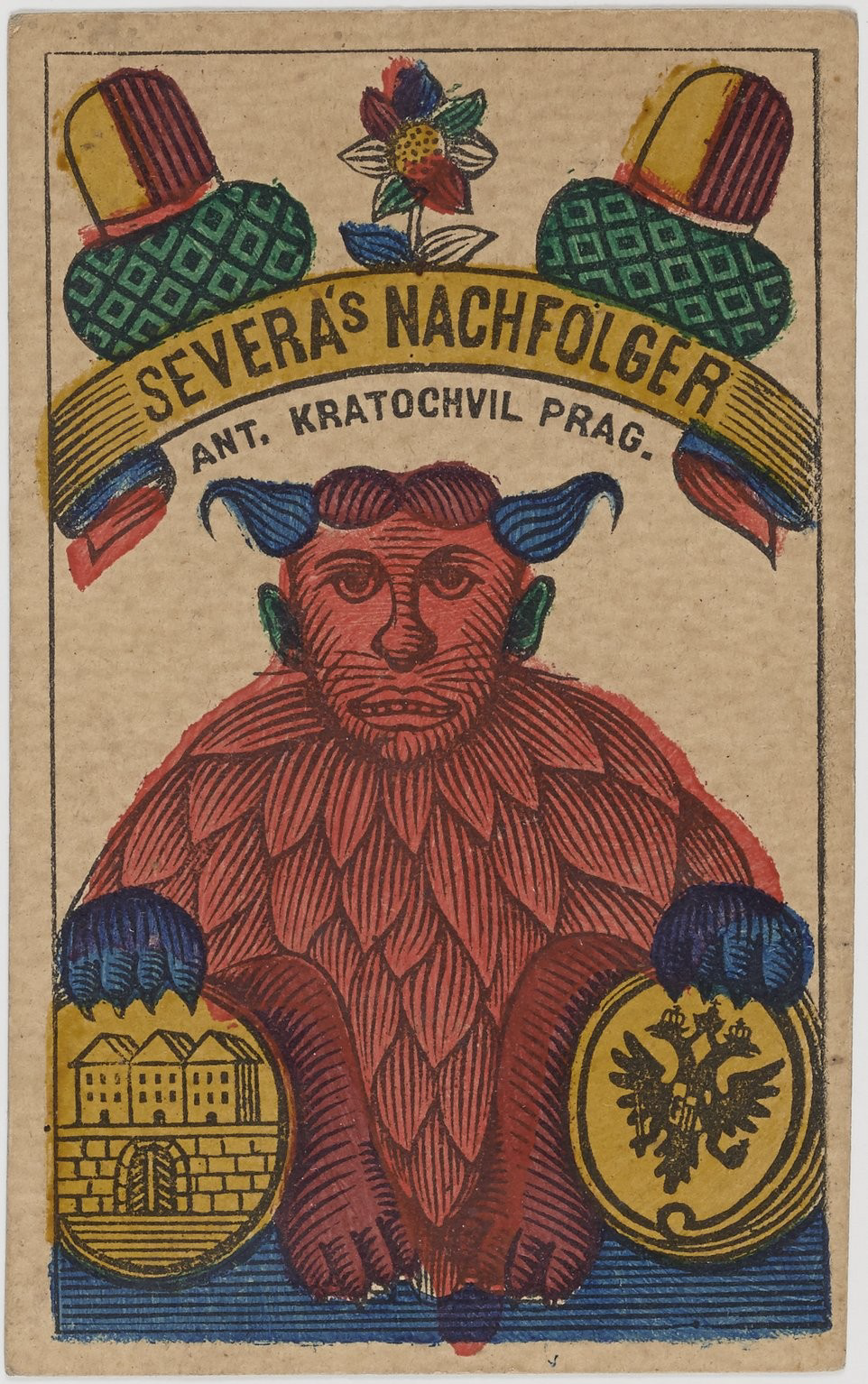
Tuz Żołędny
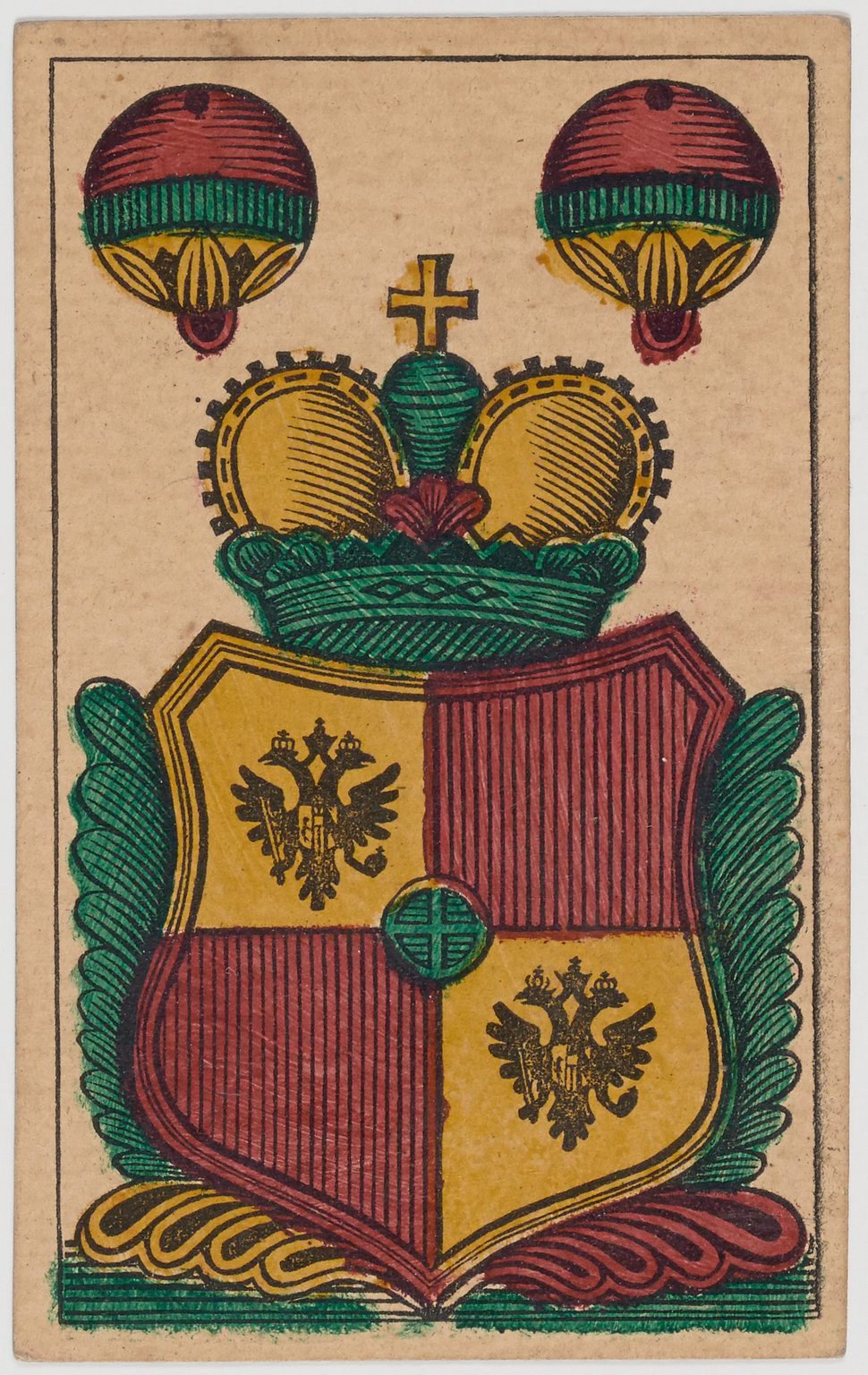
Tuz Dzwonkowy

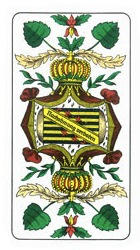
Tuz Winny
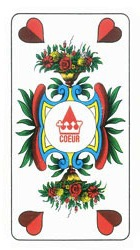
Tuz Czerwienny
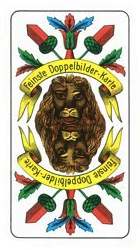
Tuz Żołędny
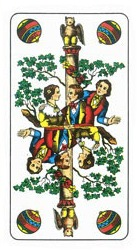
Tuz Dzwonkowy

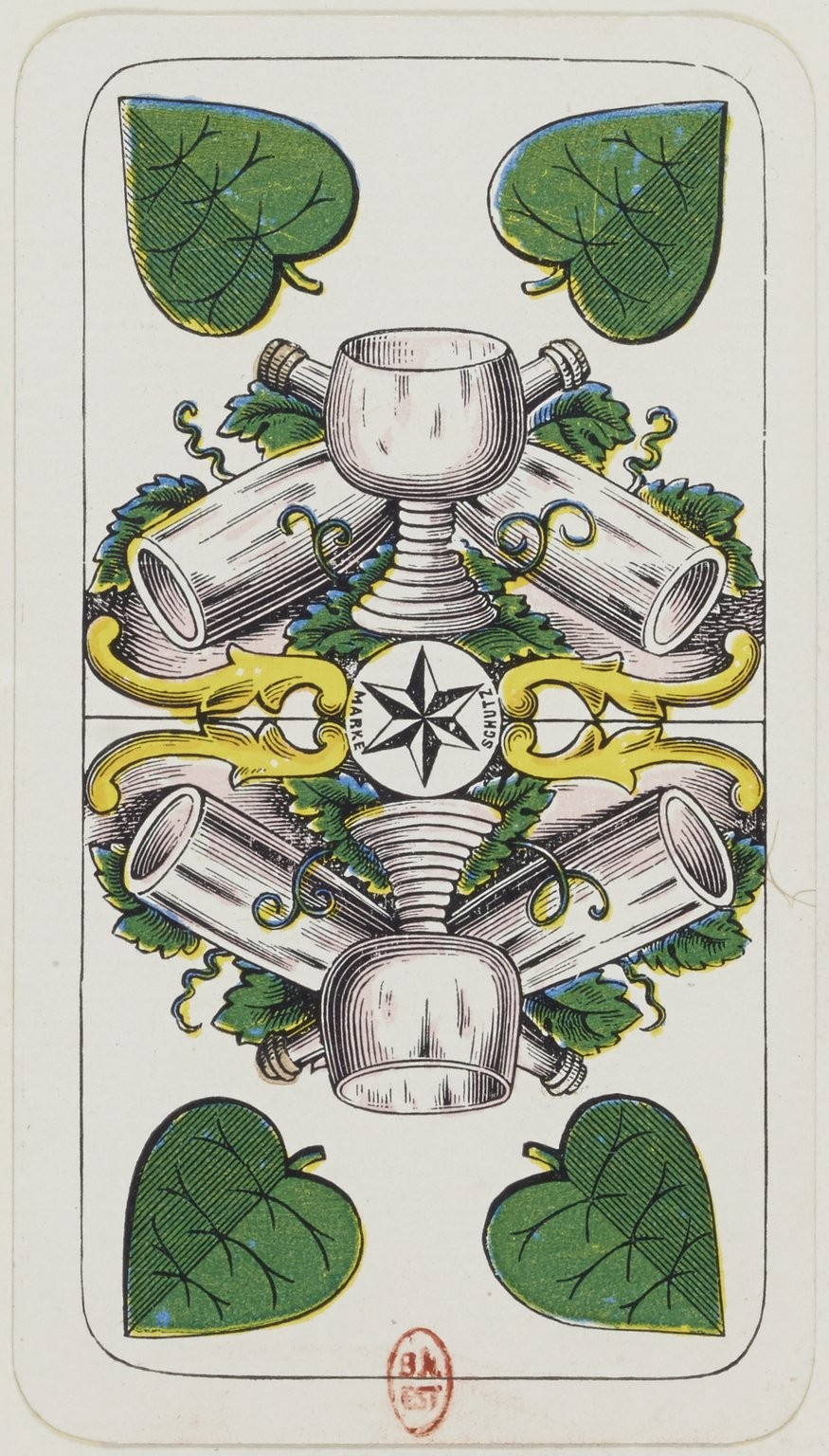
Tuz Winny
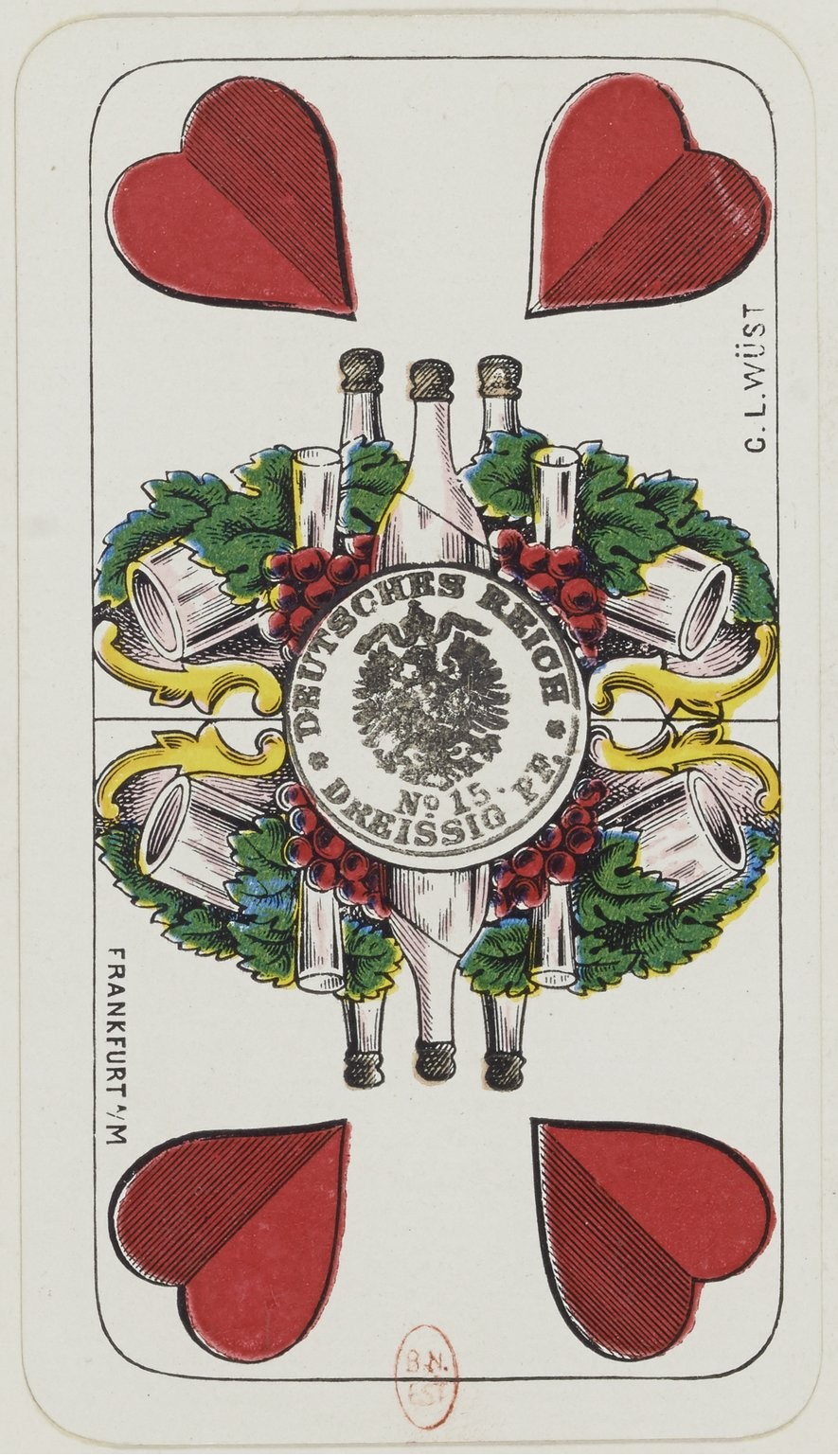
Tuz Czerwienny
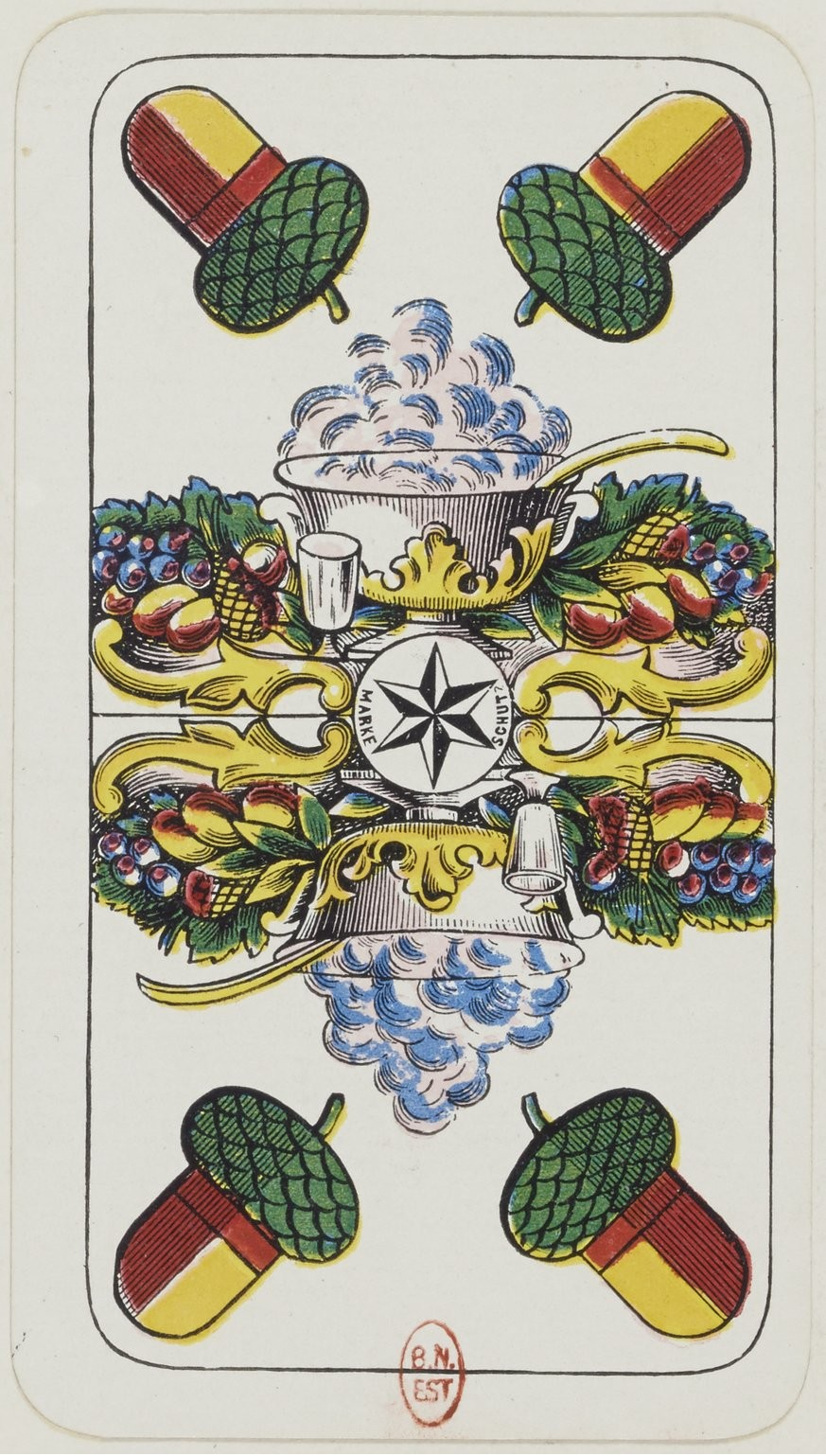
Tuz Żołędny
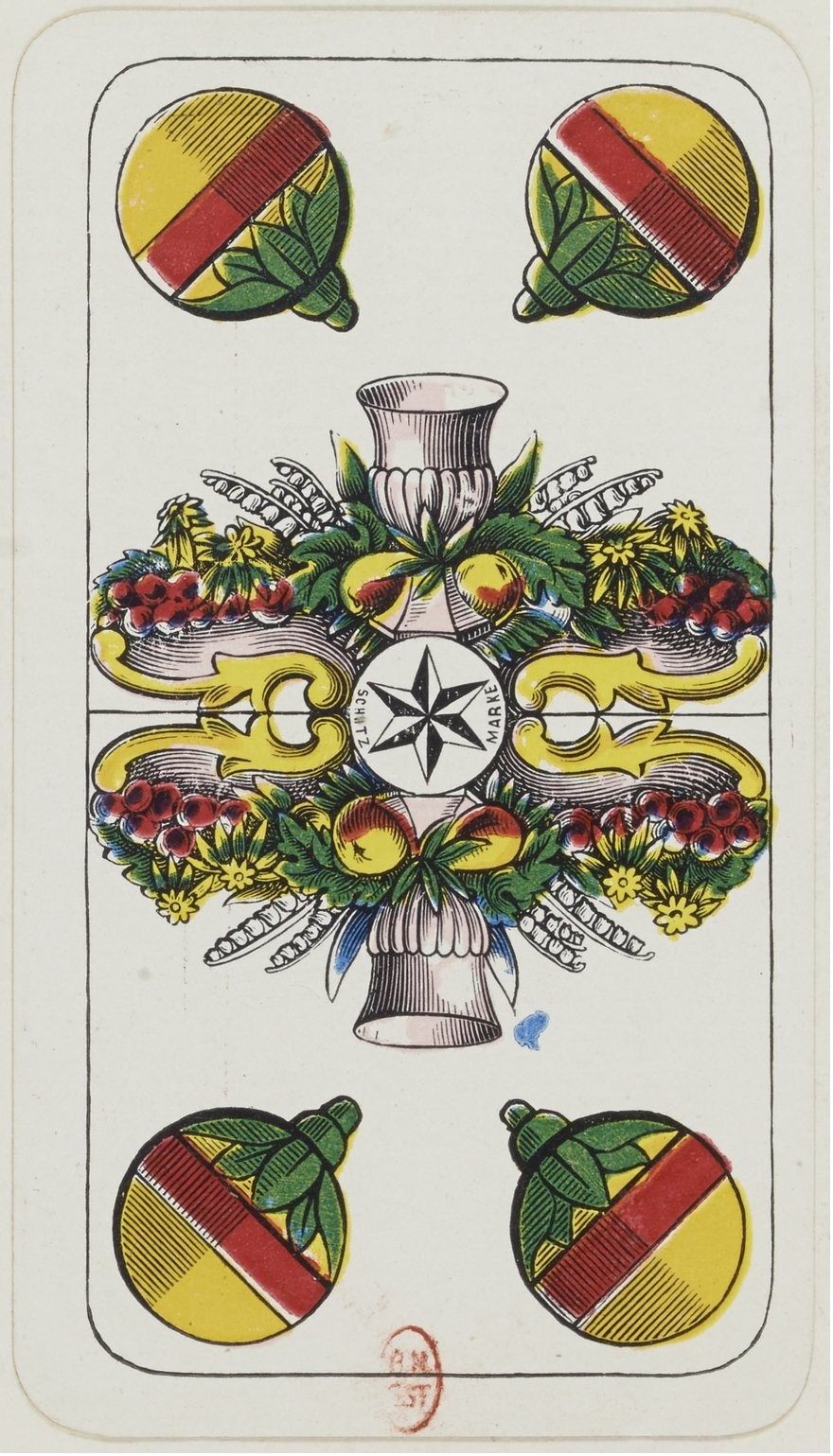
Tuz Dzwonkowy

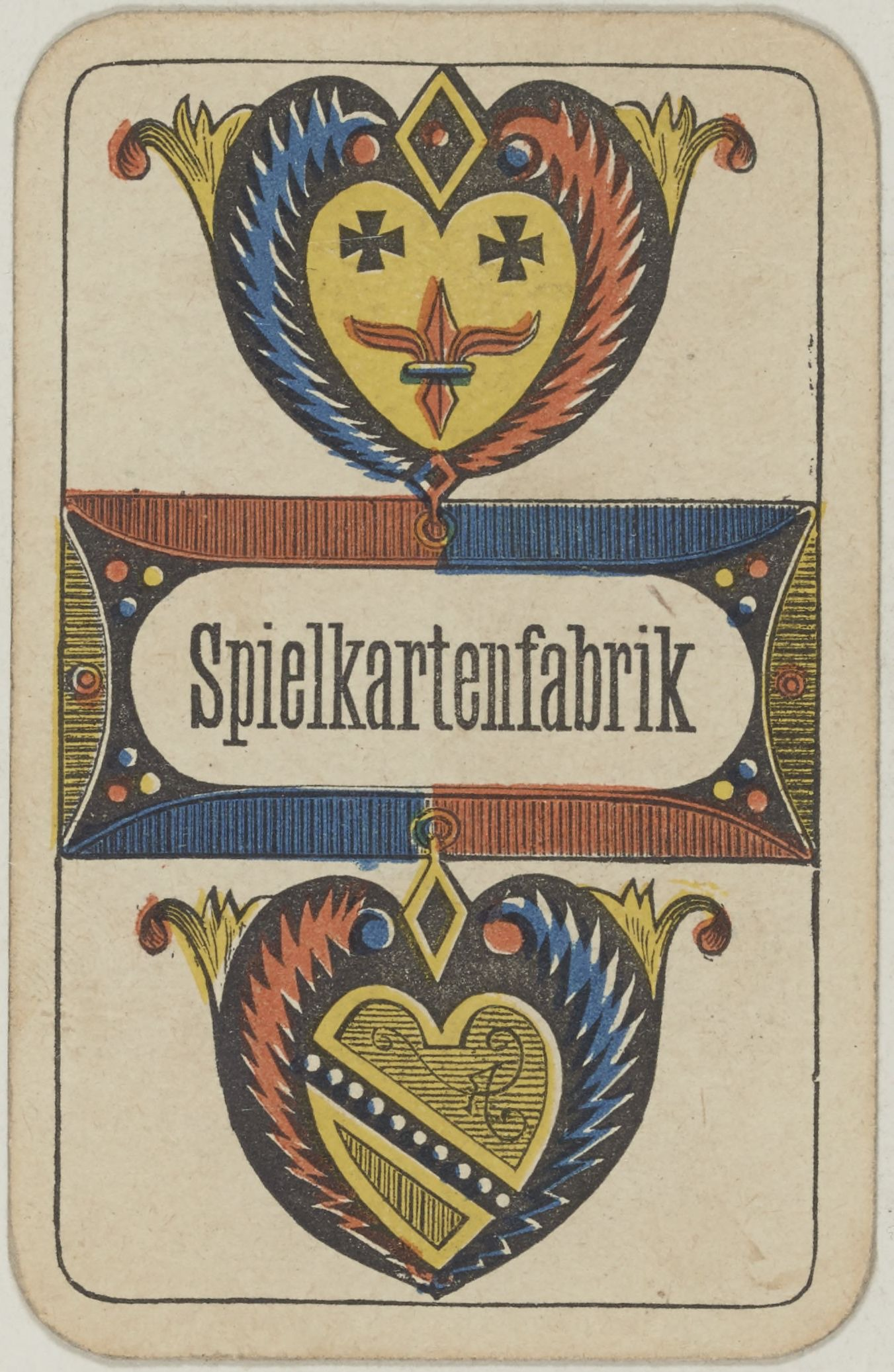
Tuz Tarczy
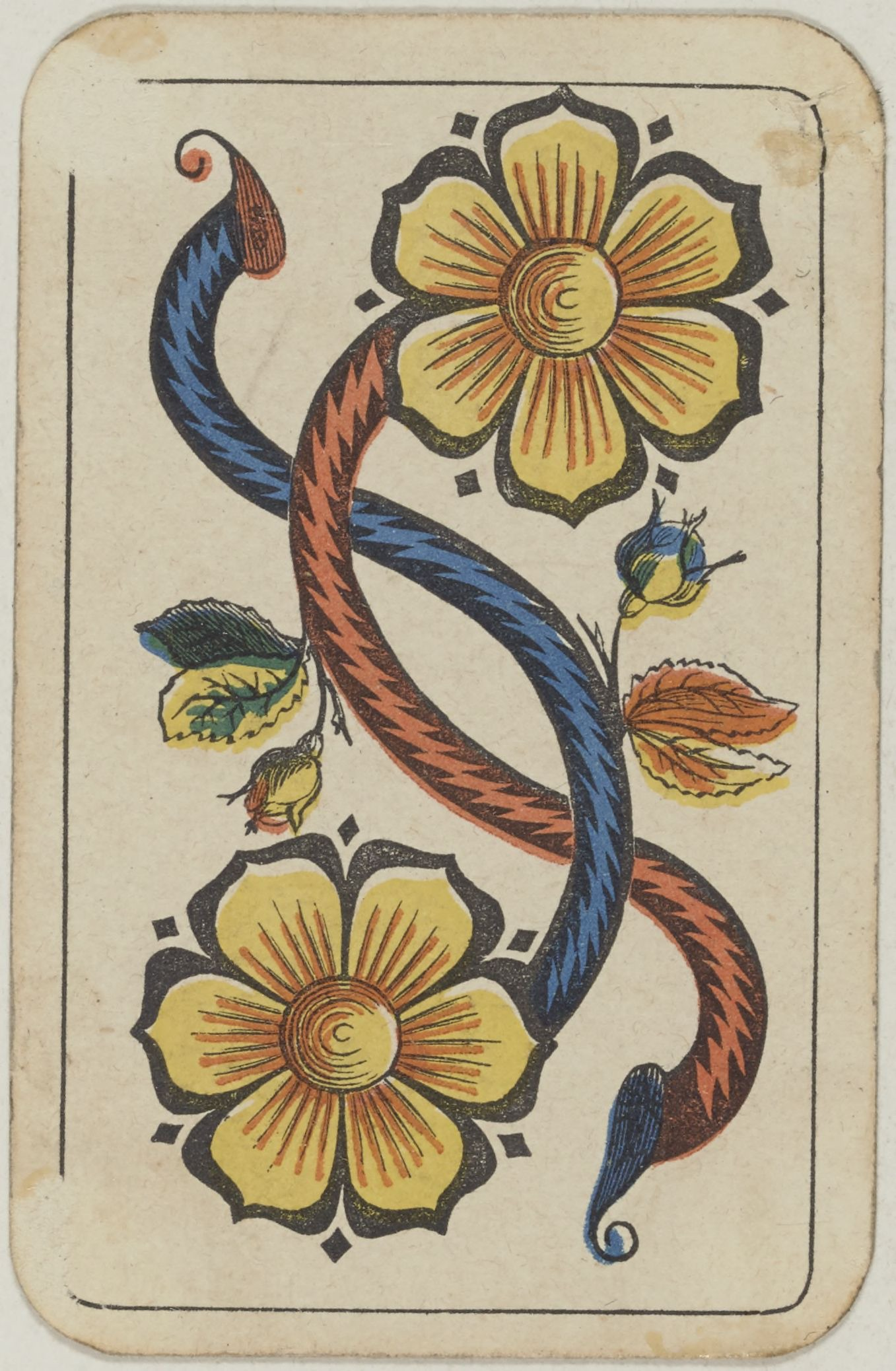
Tuz Różany
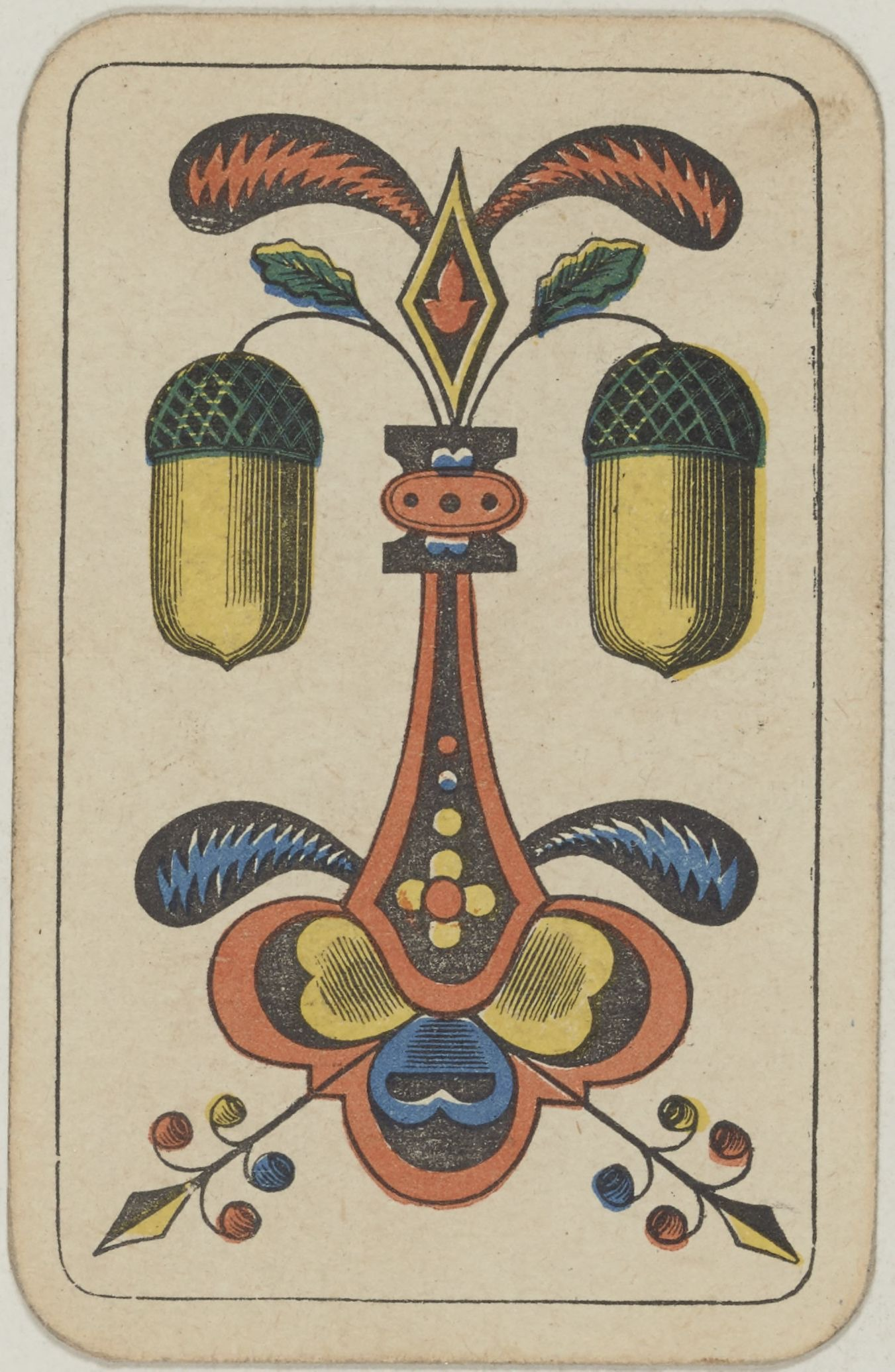
Tuz Żołędny
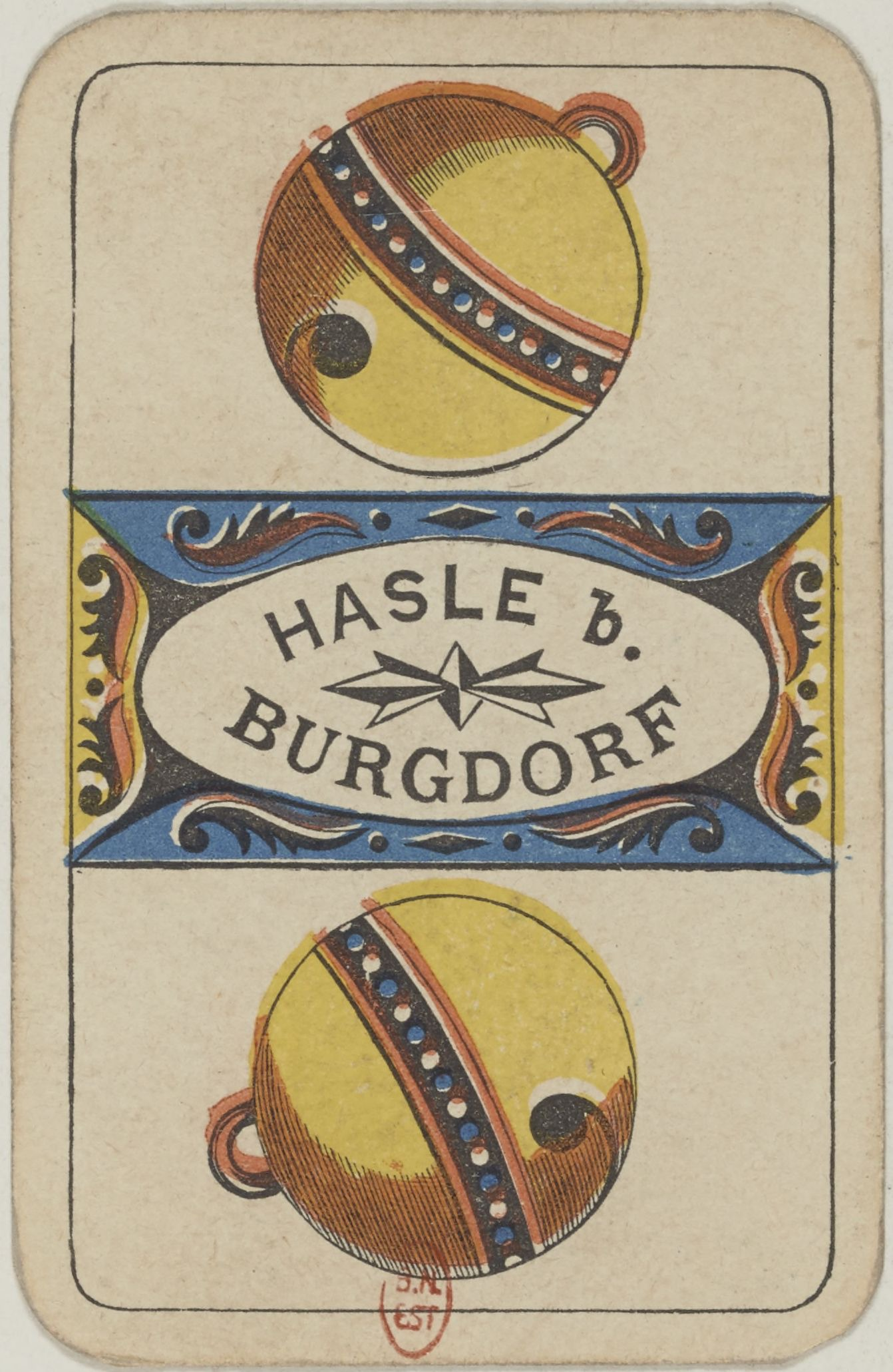
Tuz Dzwonkowy

Wzór międzynarodowy i inne wzory o kolorach francuskich

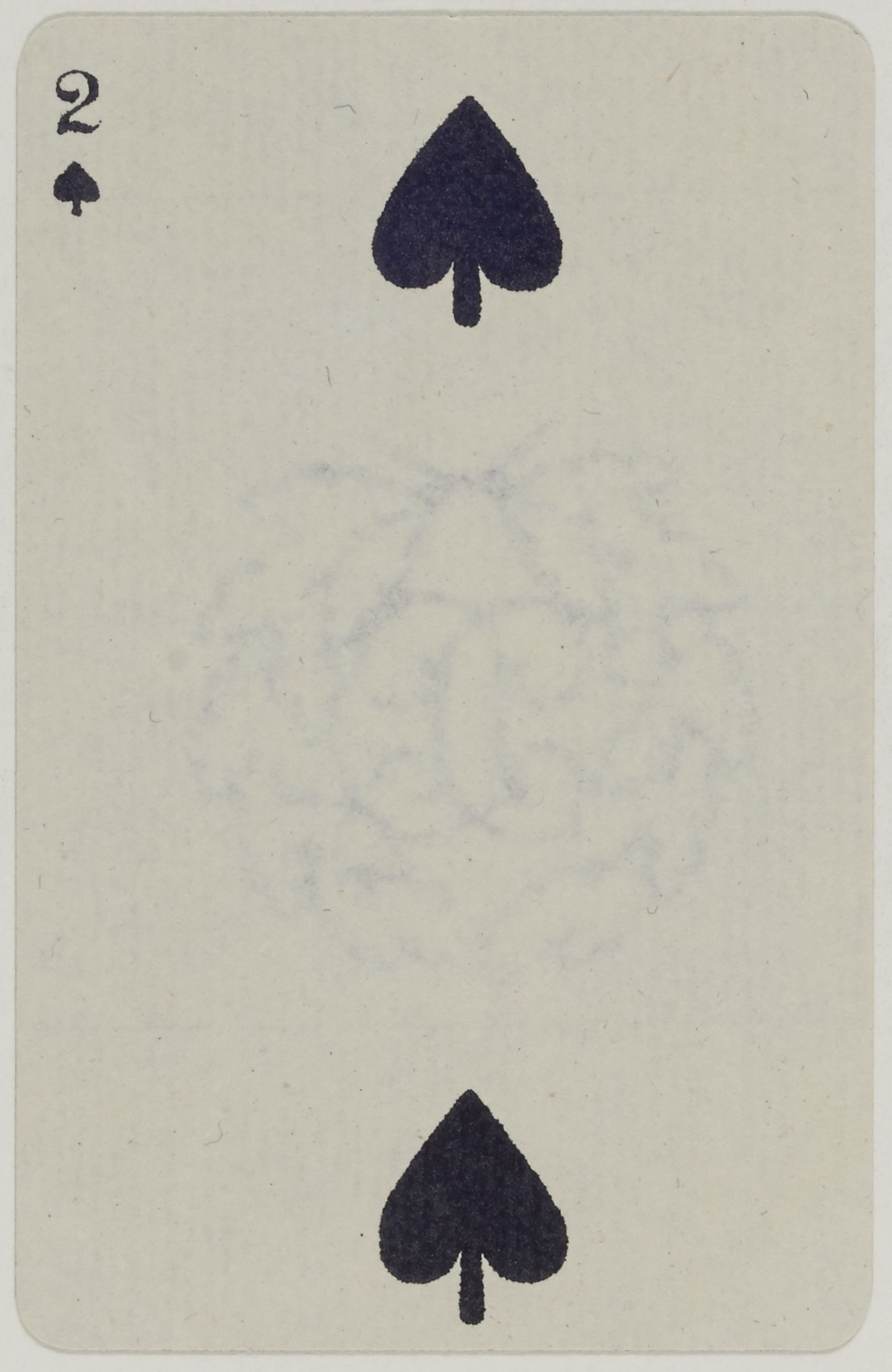
Dwójka pik
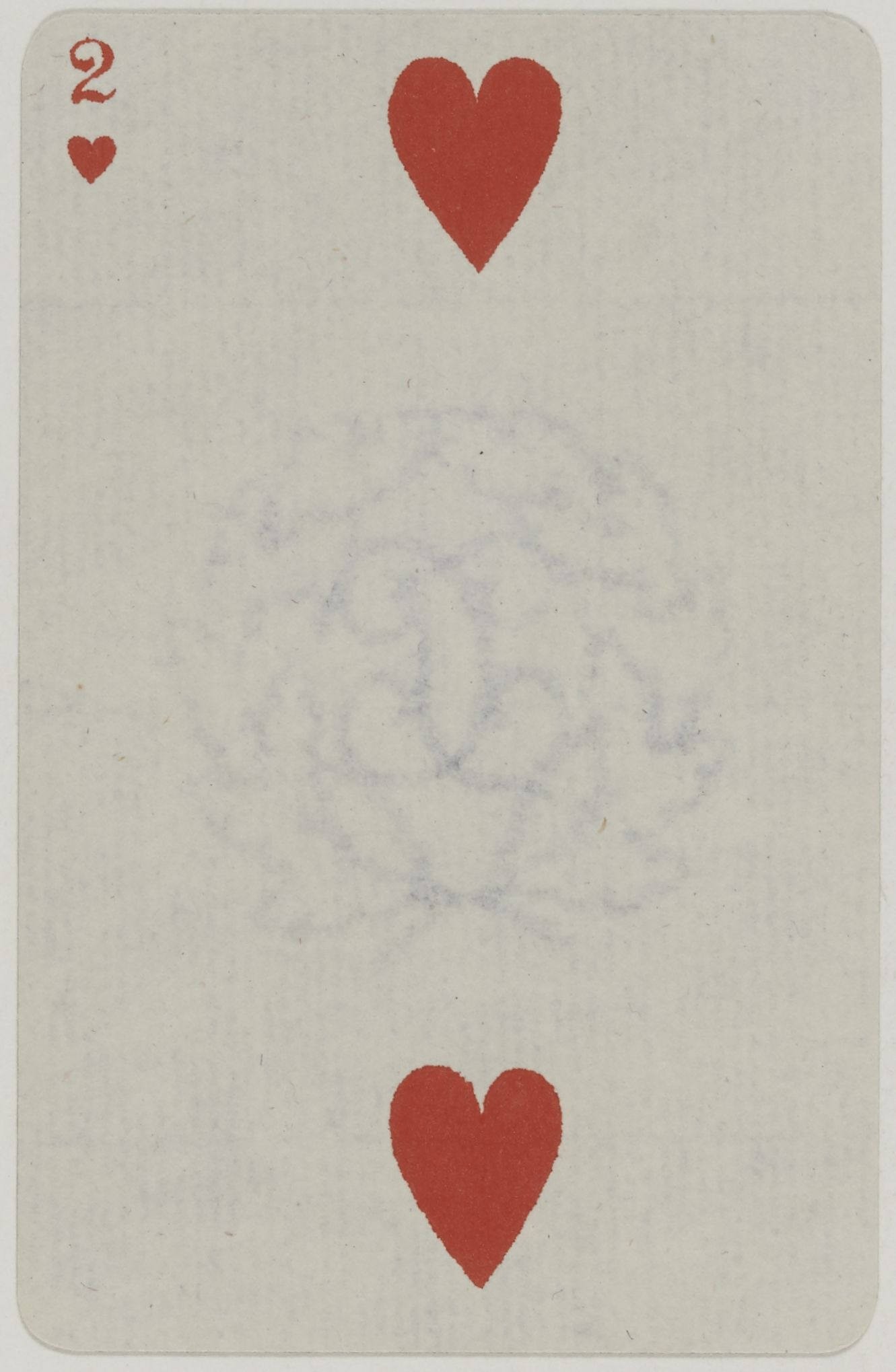
Dwójka kier
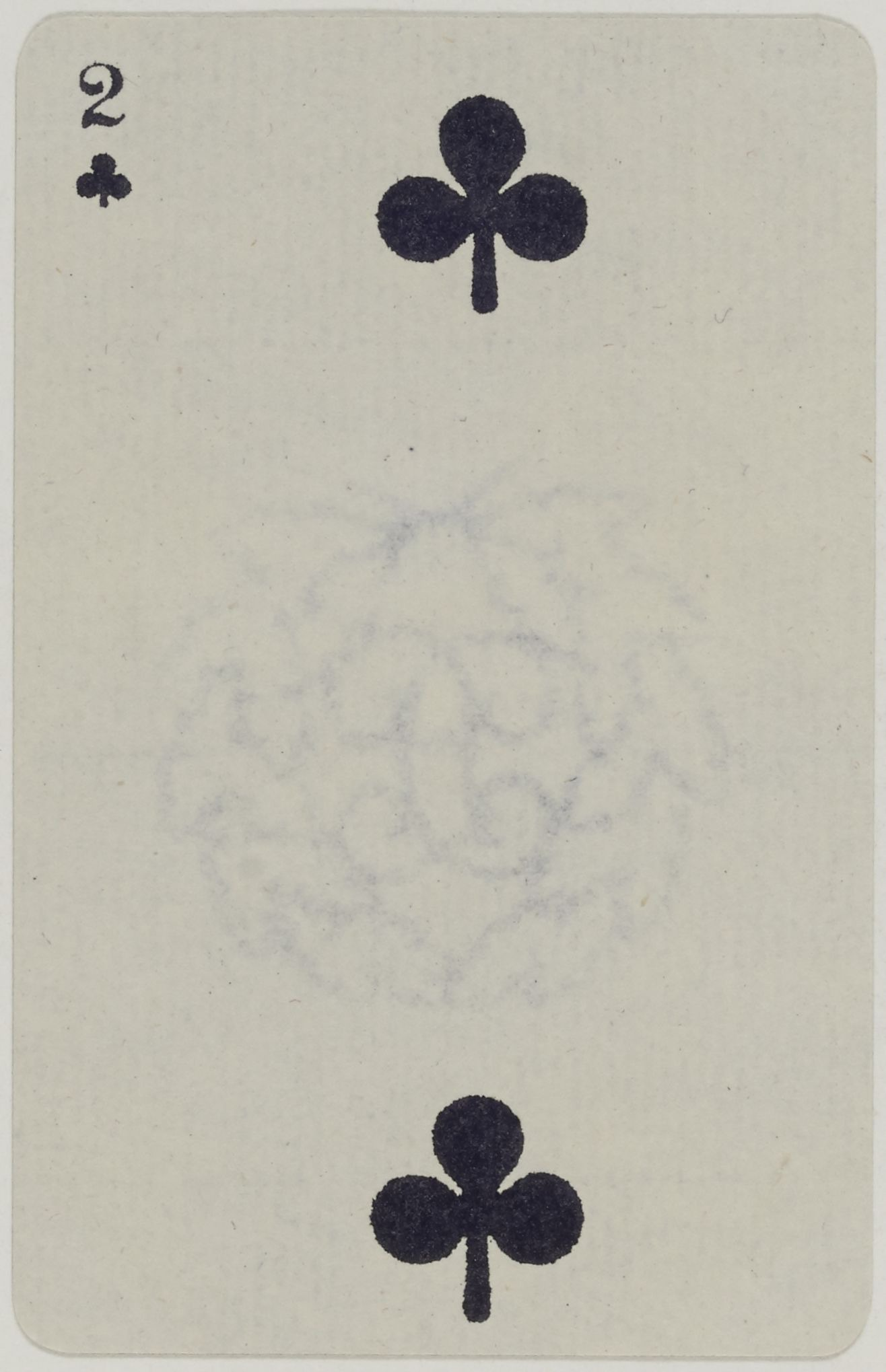
Dwójka trefl
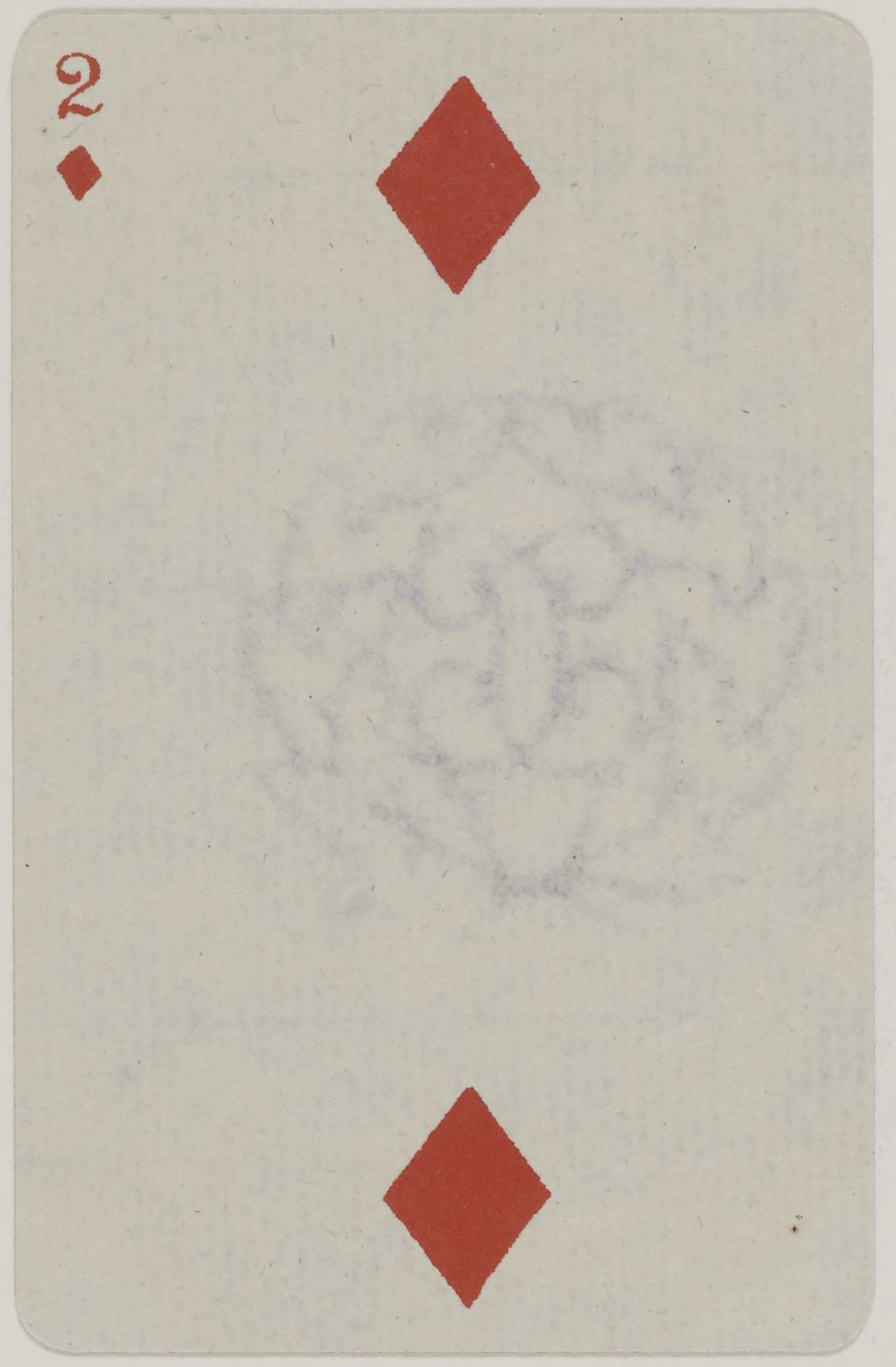
Dwójka karo

Talia Minchiate i inne wzory o kolorach północnowłoskich i portugalskich

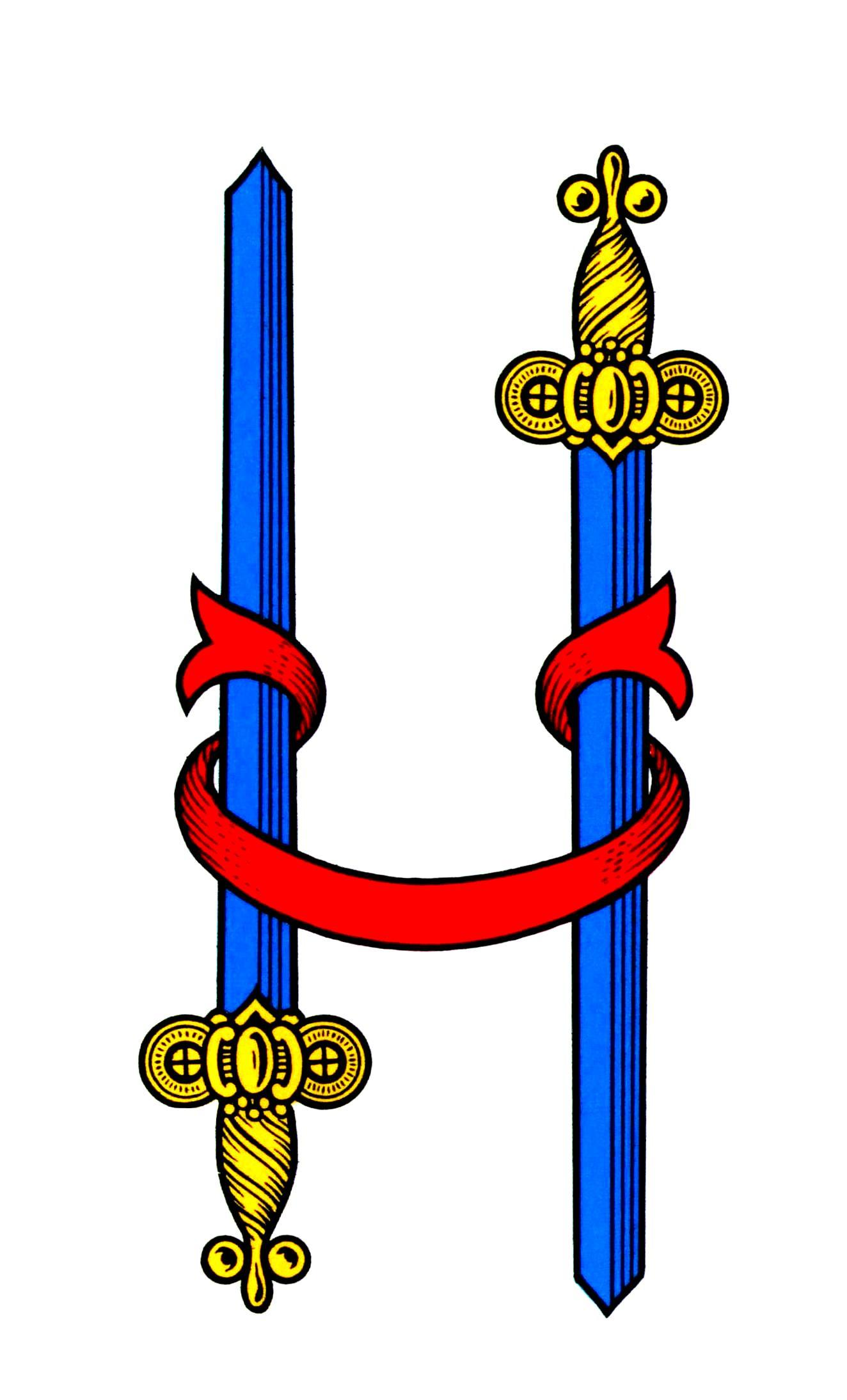
Dwójka mieczy
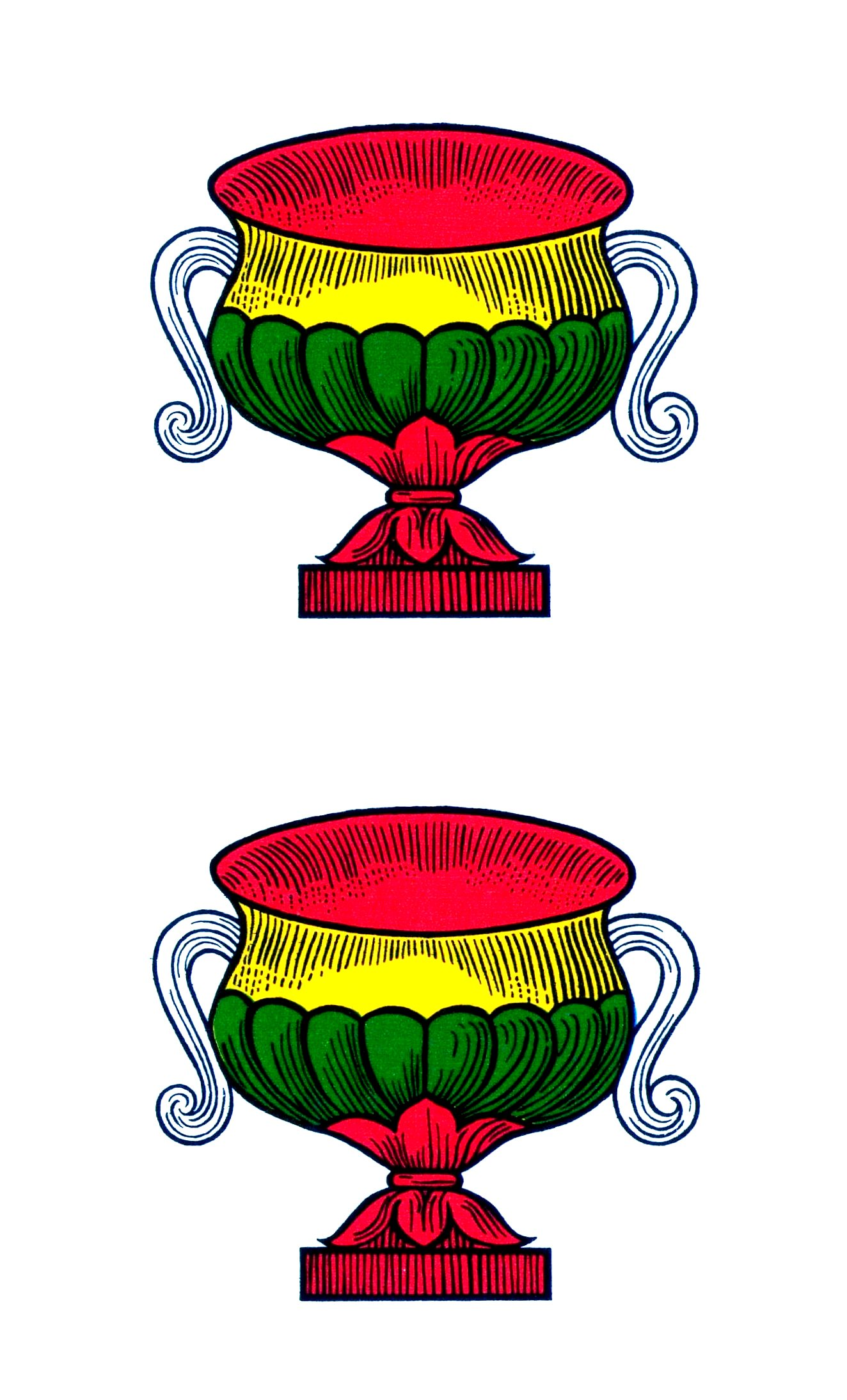
Dwójka puszek
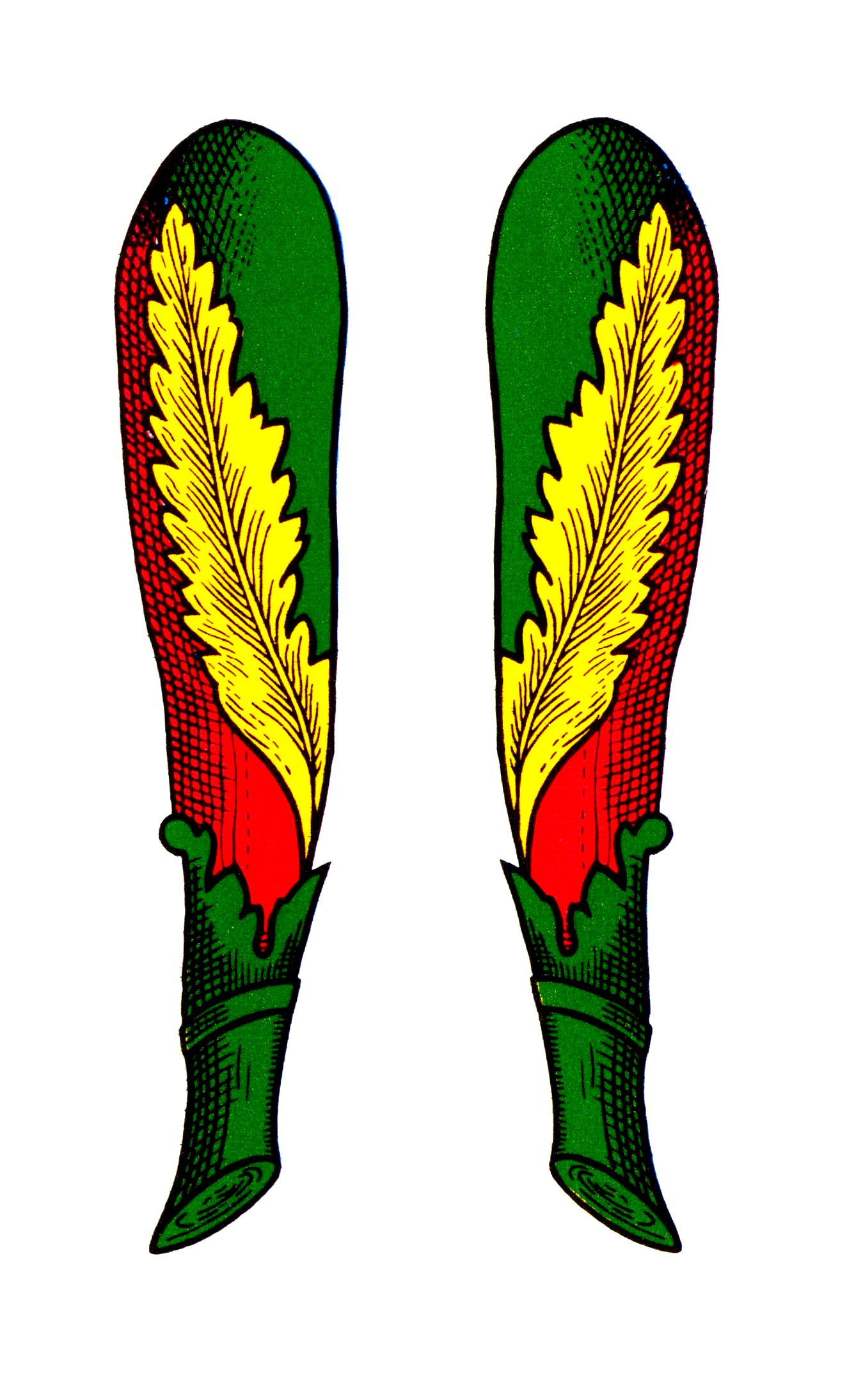
Dwójka pałek
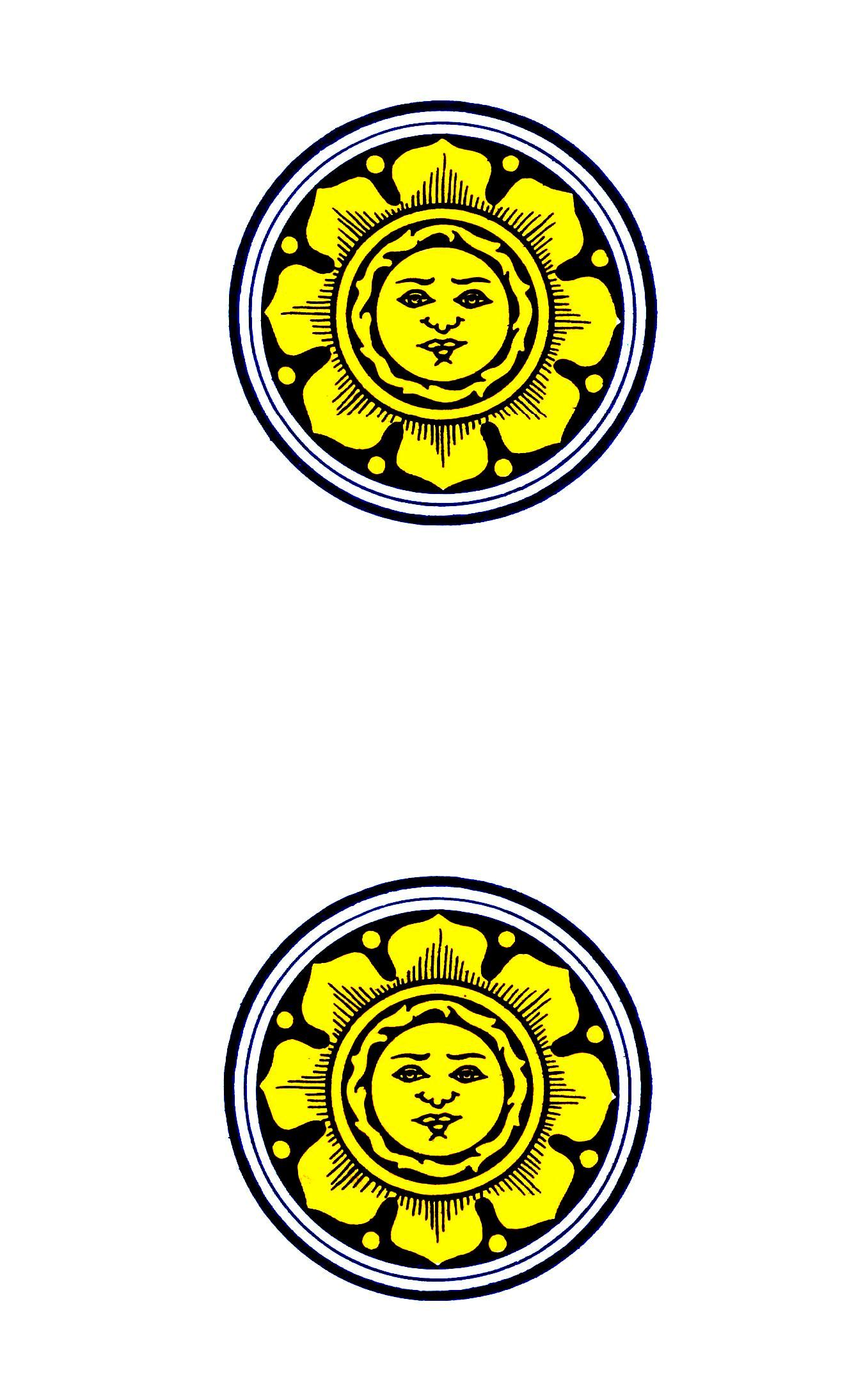
Dwójka monet

Wzór neapolitański i inne wzory o kolorach południowowłoskich i hiszpańskich 

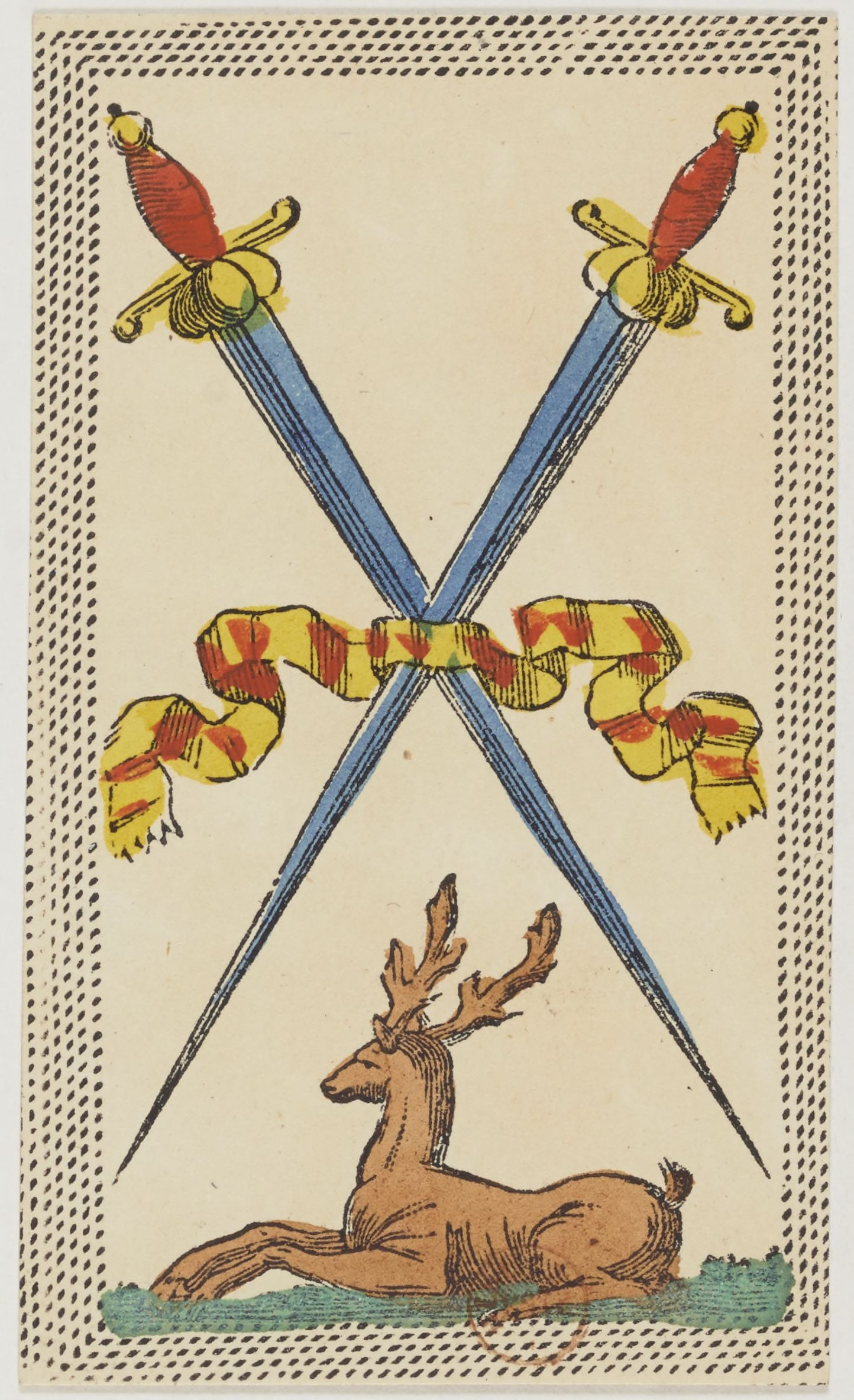
Dwójka mieczy
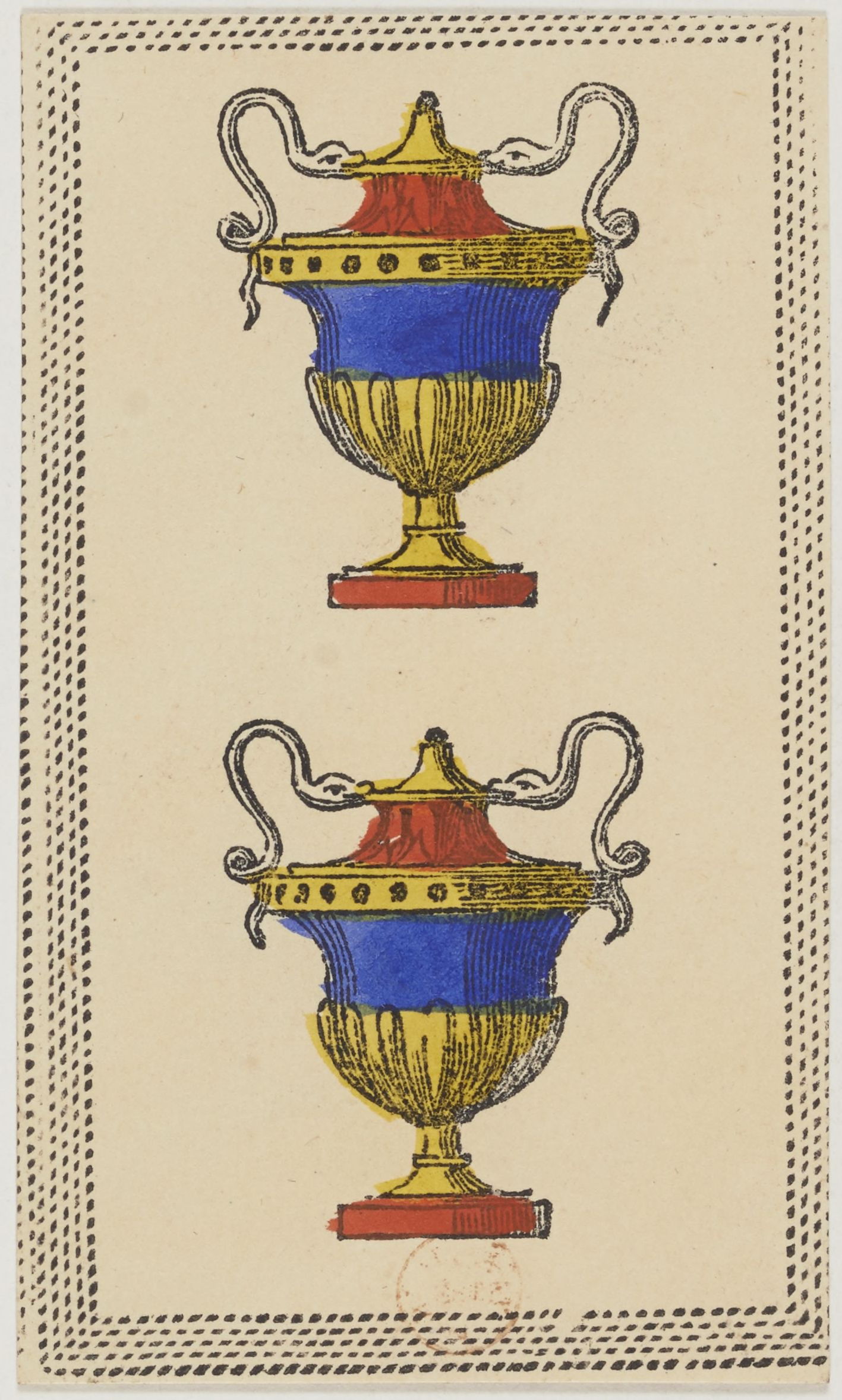
Dwójka puszek
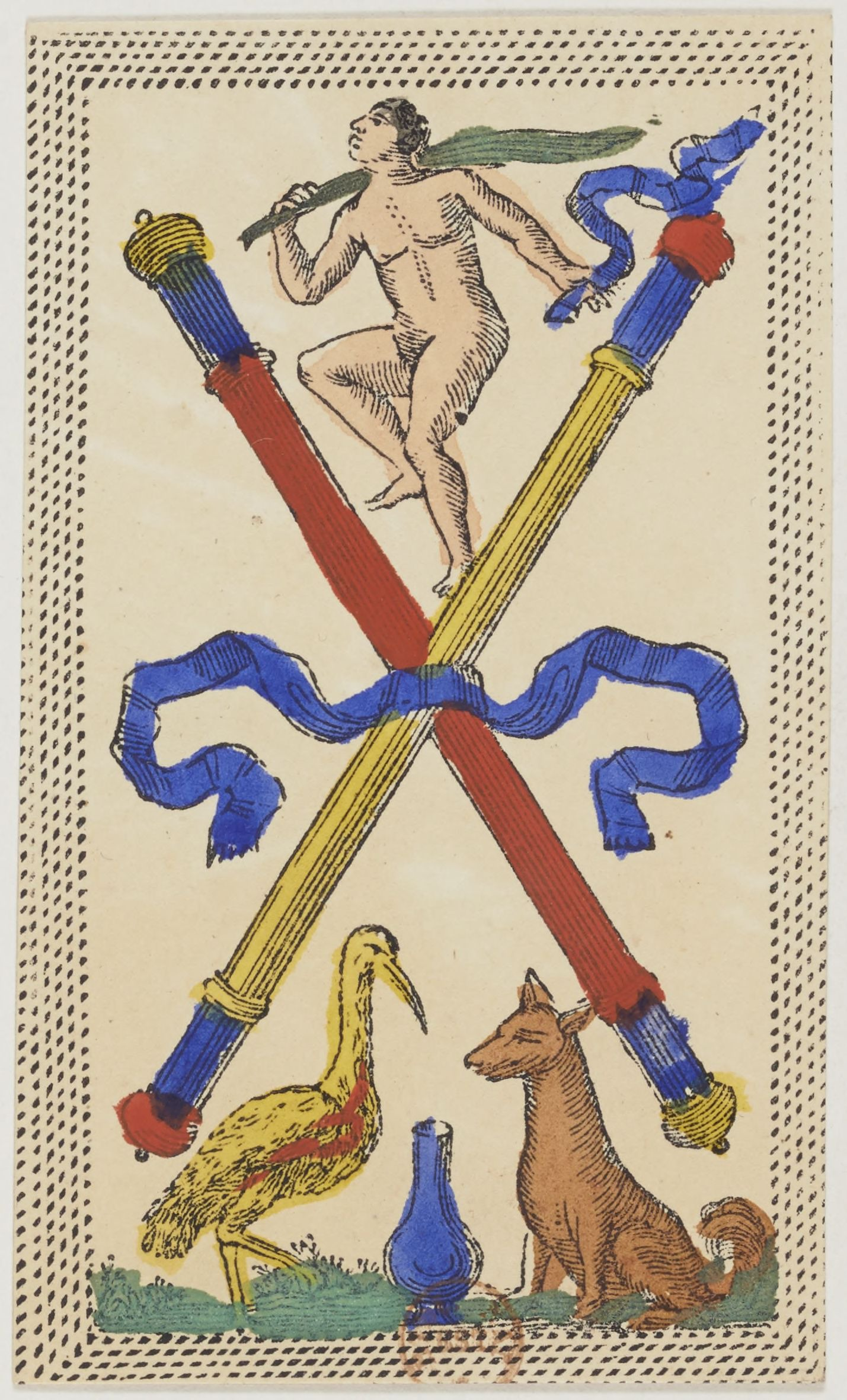
Dwójka pałek
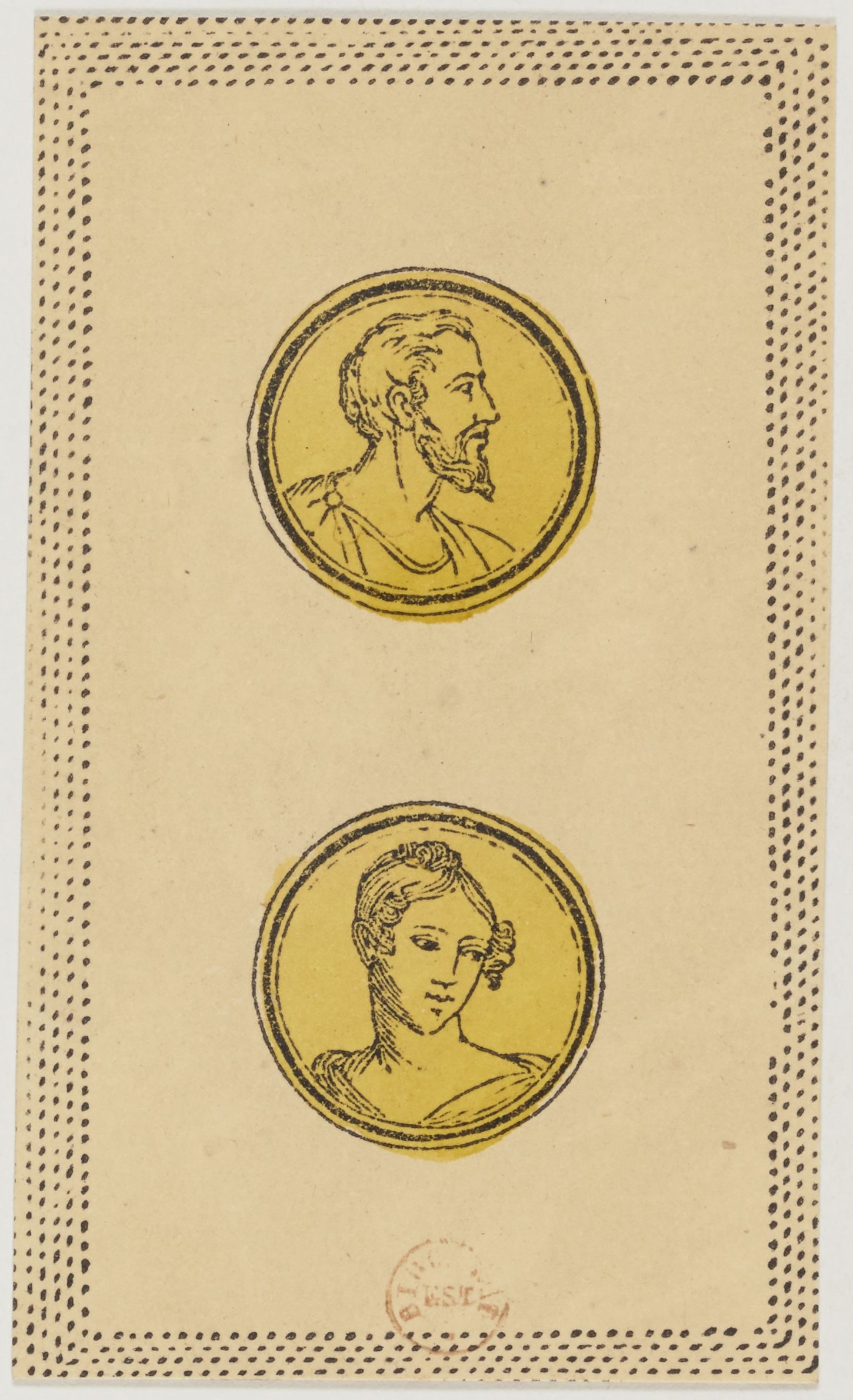
Dwójka monet

Talia 48 Kart Niemieckich
- Tuz Winny
- Tuz Czerwienny
- Tuz Żołędny
- Tuz Dzwonkowy

Jednohlave
- Tuz Winny
- Tuz Czerwienny
- Tuz Żołędny
- Tuz Dzwonkowy

Wzór Saksoński
- Tuz Winny
- Tuz Czerwienny
- Tuz Żołędny
- Tuz Dzwonkowy

Wzór wirtemberski – stary rysunek
- Tuz Winny
- Tuz Czerwienny
- Tuz Żołędny
- Tuz Dzwonkowy

Wzór szwajcarski
- Tuz Tarczy
- Tuz Różany
- Tuz Żołędny
- Tuz Dzwonkowy